# 3221 Changshi
3221 Changshi este un asteroid din centura principală, descoperit pe 2 decembrie 1981 de Observatorul Zijinshan.